# Zornia cearensis
Zornia cearensis är en ärtväxtart som beskrevs av Huber. Zornia cearensis ingår i släktet Zornia och familjen ärtväxter. Inga underarter finns listade i Catalogue of Life.